# 芳春院
芳春院（日语：／ Hōshun-in，1547年7月25日—1617年8月17日），前田利家正室，本名叫做松（まつ）。生父為篠原一元，其母竹野氏在丈夫戰死後又改嫁給高田直吉。因為母親改嫁的關係，她被送到姨母的夫家前田家，由利家的父親前田利昌養育。她和利家本來是表兄妹的關係，大約在1558年時，與利家結婚，第二年時生下長女幸。
阿松與利家生育二男九女，是為當時少見的（史載上以伊達晴宗妻子久保姬為最多之一）；其中長男前田利長繼承前田家，三女摩阿做了豐臣秀吉的側室，四女豪姬成為秀吉的養女並嫁與五大老之一的宇喜多秀家，六女千世則是細川忠隆的妻子，為孝明天皇以後當代日本天皇的先祖。阿松與利家夫妻在年輕時就與秀吉、寧寧這對夫妻是好朋友，他們之間的關係也特別親密，甚至後來阿松也從秀吉那裡得到化粧領地。
1599年利家過世，阿松出家，號芳春院，並且在京都的大德寺裡建立了芳春院。1600年，德川家康藉口利家與利長當初有參與暗殺嫌疑而興起征討加賀的想法，芳春院為了前田家的前途，自願成為人質前往江戶，化解了危機，還讓家康的孫女珠姬嫁到前田家。在關原之戰以後，前田家成為百萬石大名，芳春院功不可沒。1614年，利長過世，芳春院才得以離開居住十五年的江戶，回到金澤，並於1617年過世。法名「芳春院殿華嚴宗富大禪定尼」，墓在金澤的野田山墓地，而京都的大德寺芳春院也有她的墓。

## 登场作品
小說
- 前田利家（青樹社、戶部新十郎（日语：戸部新十郎）著）
- 前田利家（講談社、津本陽（日语：津本陽）著）
- 前田利家（小学館、童門冬二（日语：童門冬二）著）
- 前田利家（幻冬舍、長尾誠夫（日语：長尾誠夫）著）
- 戰國二人三腳－阿松與又左及孩子（NHK出版、杉本苑子（日语：杉本苑子）著）
- 前田利家（学研、志木澤郁（日语：志木沢郁）著）
- 前田利家：秀吉最倚賴的男人（PHP研究所、花村獎（日语：花村奨）著）
- 前田利家與妻阿松：築起「加賀百萬石」的二人三脚 （PHP研究所、中島道子（日语：中島道子）著）
- 百萬石異聞：前田利家與松 （叢文社、野村昭子著）
- 前田利家物語：加賀百萬石之祖（北國出版社、北村魚泡洞著）

影視劇
- 亂暴大名（1959年、東映、演：吉田江利子）
- 大坂城之女（日语：大坂城の女）（1970年、KTV、演：東龍子）
- 女太閤記（1981年、NHK大河劇、演：音無美紀子）
- 關原（日语：関ヶ原 (テレビドラマ)）（1981年、TBS、演：澤村貞子（日语：沢村貞子））
- 德川家康（1983年、NHK大河劇、演：稻野和子（日语：稲野和子））
- 真田太平記（日语：真田太平記 (テレビドラマ)）（1985年、NHK、演：幸田弘子）
- 女子們的百萬石（日语：女たちの百万石）（1988年、NTV、演：森光子）
- 織田信長（日语：織田信長 (1989年のテレビドラマ)）（1989年、TBS、演：藤真利子）
- 獲取天下的男人 豐臣秀吉（日语：天下を獲った男 豊臣秀吉）（1993年、TBS、演：名取裕子）
- 豐臣秀吉 獲取天下！（日语：豊臣秀吉 天下を獲る!）（1995年、TX、演：友里千賀子）
- 秀吉（1996年、NHK大河劇、演：中村梓（日语：中村あずさ））
- 加賀百萬石：母子的戰國歷險（日语：加賀百万石 母と子の戦国サバイバル）（1999年、NHK、演：松坂慶子）
- 葵德川三代（2000年、NHK大河劇、演：汀夏子）
- 利家與松（2002年、NHK大河劇、演：松嶋菜菜子）
- 太閤記 獲取天下的男人・秀吉（日语：太閤記〜天下を獲った男・秀吉）（2006年、EX、演：東智鶴（日语：東ちづる））
- 寧寧：女太閤記（2009年、TX、演：中山忍）

游戏
- 戰國BASARA系列（配音：甲斐田裕子）
- 戰國繪札遊戲 不如歸 -HOTOTOGISU- 亂
- 戰國大戰